# White Butte
Der White Butte ist mit seinen 1069 Metern der höchste Berg des Slope County und des US-Bundesstaates North Dakota. Die Erhebung befindet sich im Little Missouri National Grassland. Das Grundstück, auf dem der White Butte liegt, ist in Privatbesitz.